# L'Enquête sacrée
Pour plus de détails, voir Fiche technique et Distribution.
L'Enquête sacrée (L'inchiesta) est un film italien réalisé par Giulio Base, sorti en 2006.

## Synopsis
En 35, un homme est envoyé en Palestine pour enquêter sur la résurrection de Jésus-Christ.

## Fiche technique
- Titre : L'Enquête sacrée
- Titre original : L'inchiesta
- Réalisation : Giulio Base
- Scénario : Suso Cecchi D'Amico, Ennio Flaiano, Valerio Manfredi et Andrea Porporati
- Musique : Andrea Morricone
- Photographie : Giovanni Galasso
- Montage : Alessandro Lucidi
- Production : Carla Capotondi, Enrique Cerezo et Fulvio Lucisano
- Société de production : Italian International Film, Millennium Films, Enrique Cerezo Producciones Cinematográficas, Rai Fiction et Eurimages
- Société de distribution : FoxFaith (États-Unis)
- Pays :  Italie et  Espagne
- Genre : Aventure, drame, historique et
- Durée : 112 minutes
- Dates de sortie : 
  -  Italie : 28 décembre 2006 (Festival du film Capri Hollywood), 29 janvier 2007

## Distribution
- Daniele Liotti : Tito Valerio Tauro
- Dolph Lundgren : Brixos
- Mónica Cruz : Tabitha
- Hristo Chopov : Ponce Pilate
- Christo Jivkov : Stefano
- Ornella Muti : Marie de Magdala
- F. Murray Abraham : Nathan
- Max von Sydow : Tiberius
- Anna Kanakis : Claudia Procula
- Enrico Lo Verso : Shimon Peter
- Fabrizio Bucci : Jésus-Christ
- Maria Pia Calzone : Marie
- Vincenzo Bocciarelli : Caligula
- Roberto Negri : Aulus Fuscus
- Alessandro Bertolucci : Longinus

## Distinctions
Le film a reçu le prix de la fiction au festival du film Capri Hollywood en Italie. Il a également été présenté festival international de Pantalla Pinamar en Argentine et au Los Angeles Italia Film Festival aux États-Unis.